# 陶桂芳
陶桂芳（1964年4月—），女，汉族，中华人民共和国政治人物。现任抚顺市政协副主席，民建辽宁省委副主委。第十四届全国政协委员。